# Peter Madsen
Peter Madsen  (pronunciació en danès: /ˈpʰeːˀtɐ ˈlaŋkʰæɐ̯ ˈmæsn̩/) (Sæby, 12 de gener de 1971) és un inventor i assassí convicte danès. A l'abril de 2018 fou condemnat a cadena perpètua per l'assassinat de la periodista sueca Kim Wall a bord del seu submarí privat, l'UC3 Nautilus i actualment compleix condemna a la presó d'Albertslund, un suburbi a l’oest de Copenhaguen.
Professionalment fou enginyer aeroespacial, inventor, constructor de submarins, empresari i cofundador de la Copenhaguen Suborbitals, una organització privada de viatges espacials sense ànim de lucre creada el 2008 amb l'objectiu de llançar a l'espai monoplaces tripulats i que va aconseguir fer enlairar amb èxit coets experimentals sense persones a bord. També fou director general i fundador de RML Spacelab ApS.

## Projectes

### Submarins

#### UC1 Freya
És el primer dels submarins construïts per Peter Madsen. Fou botat l’any 2002 després d'un any de construcció i donat de baixa l’any 2006. Fou enfonsat per crear un escull artificial.

#### UC2 Kraka
El segon dels submarins de Peter Madsen. Fou botat l’any 2005 i actualment és al Museu Tècnic de Dinamarca a Elsinor.

#### UC3 Nautilus
Posteriorment, Madsen va treballar en l'UC3 Nautilus, un submarí danès amb fons privat. Aquest fou botat el 3 de maig de 2008 a Copenhaguen. Es va construir durant un període de tres anys i va costar aproximadament 200.000 € (1,5 milions de DKK).

#### Copenhaguen Suborbitals
L'1 de maig de 2008, Peter Madsen juntament amb Kristian von Bengtson fundaren Copenhaguen Suborbitals una empresa amb un programa espacial humà tant de codi obert com de codi no obert i finançat per una multitud de fons. Al juny 2014, però, Peter Madsen deixa el projecte.
Dins de l'empresa, Peter Madsen era el responsable del sistema de llançament així com de la plataforma de llançament i dels motors del coet a reacció.

#### Rocket Madsen Space Lab
Al juny 2014, Madsen funda Rocket Madsen Space Lab. L'objectiu segueix sent el desenvolupament i la construcció d'una nau espacial tripulada. A partir de 2016, l'empresa està desenvolupant un vehicle de llançament de nanosatèl·lits que utilitza inversions de risc. Sota el títol Raket-Madsens Rum laboratorium (Laboratori Espacial Rocket-Madsen) Madsen va publicar un bloc sobre les seves activitats en la pàgina web de notícies danesa Ingeniøren.

## Assassinat de Kim Wall
L'11 d'agost de 2017, Madsen fou arrestat per càrrecs d'homicidi després de l'enfonsament de l'UC3 Nautilus i la desaparició i assassinat de la periodista sueca Kim Wall, que havia estat a bord del submarí. L'endemà, un tribunal va dictaminar que es mantingués en presó preventiva amb càrrecs d'homicidi involuntari. Posteriorment la periodista fou trobada esquarterada en una platja al sud de Copenhaguen.
La fiscalia danesa va trobar enregistraments de dones executades i torturades aparentment reals a l'ordinador de Madsen. El 7 d'octubre es va trobar el cap i les cames de la periodista Kim Wall al fons de la mar juntament amb altres objectes. El 30 d'octubre de 2017, Peter Madsen va reconèixer haver-la esquarterat. El seu judici va tenir lloc a la primavera de 2018. El fiscal del cas, Jakob Buch-Jepsen, durant el judici va recordar que els metges van qualificar a Peter Madsen de "pervers" i "desviat sexual" amb "trets de psicopatia".
Finalment, el 25 d'abril de 2018 Madsen fou condemnat a cadena perpètua per la tortura i l'assassinat de Kim Wall.